# 我也有可能计划
我也有可能计划（英語：I'mPOSSIBLE）是由國際帕拉林匹克委員會（IPC）发展机构Agitos基金会进行的一项教育计划，旨在向全世界的年轻人传播残奥会价值观和残奥会运动愿景。通过包容性教育和残奥会价值观，我也有可能计划旨在改变年轻人对残障人士的看法，从而创造一个更具包容性的社会。

## 荣誉

### 奖项
- 我也有可能奖。